# 500 lire "Cristoforo Colombo" - III emissione
La moneta da 500 lire "Cristoforo Colombo" - III emissione è stata coniata nel 1991, all'interno del più ampio programma numismatico costituito da quattro emissioni teso a commemorare il V centenario della scoperta dell'America. È in argento e ha un valore nominale da 500 lire.
Tale moneta, che rappresenta la terza emissione di tale programma, ha per tema le carte nautiche di Cristoforo Colombo.

## Dati tecnici
Al dritto è raffigurato un busto di Cristoforo Colombo di fronte davanti ad una rosa dei venti. La firma dell'autrice LUCIANA DE SIMONI è riportata a sinistra lungo il bordo del ritratto, in basso si trova una stella; in giro è scritto "REPVBBLICA ITALIANA".
Al rovescio al centro è raffigurata una mappa sotto cui è riportato il nome dell'autrice Uliana Pernazza; a sinistra è riprodotta una piccola rosa dei venti con i punti cardinali mentre a destra si trovano la data e, subito sotto, il segno di zecca R. l'indicazione del valore è in basso; in giro è riportata la legenda "V CENTENARIO DELLA SCOPERTA DELL'AMERICA".
Nel contorno: "REPVBBLICA ITALIANA" in rilievo
Il diametro è di 29 mm, il peso è di 11 g e il titolo è di 835/1000
La tiratura complessiva è di 100.000 esemplari, ed è presentata nella duplice versione fior di conio e fondo specchio, rispettivamente in 75.500 e 25.000 esemplari.